# Місія Кандагар
«Місія Кандагар» (англ. Kandahar) — фільм у жанрі бойовика і трилера режисера Ріка Романа Во. У головній ролі — Джерард Батлер.
Прем'єра у кінотеатарах США відбулася 26 травня 2023 року.

## Сюжет
Том Гарріс, оперативник ЦРУ під прикриттям, розкривається, перебуваючи глибоко в тилу на ворожій території в Афганістані. Він разом із перекладачем має евакуюватися в Кандагарі, проте його переслідує елітний загін спецпризначення.

## В ролях
- Джерард Батлер — Том Гарріс
- Навід Негабан — Мо / Мохаммад Доуд
- Алі Фазал — Кахіл Насір, агент пакистанської розвідки
- Бахадор Фоладі — Фарзад Асаді
- Ніна Туссен-Вайт — Луна К'юджей
- Василіс Кукалані — Башар Хамадані
- Марк Арнольд — Марк Лоу
- Том Ріс Гарріс — Олівер Альтман
- Корі Джонсон — Кріс Гойт
- Тревіс Фіммел[2] — Роман Чалмерс
- Раві Ауйла — Сірай Ага
- Рей Харатьян — Ісмаїл Раббані
- Олівія-Май Барретт — Айда Гарріс
- Ребека Колдер — Коррін Гарріс (голос)
- Файзан Мунавар Варя — Ахмед Насірі
- Ельнааз Норузі — Шіна Асаді

## Виробництво
У червні 2020 року стало відомо, що Джерард Батлер зніметься в бойовику режисера Ріка Романа Во «Кандагар», написаному за сценарієм офіцера військової розвідки у відставці Мітчелла Лафорчуна, який працював в Афганістані.
Зйомки розпочалися 2 грудня 2021 року в Саудівській Аравії. «Кандагар» стане першим високобюджетним фільмом США, знятим у регіоні Аль-Ула. У грудні 2021 року стало відомо, що у фільмі знімуться Алі Фазал, Навід Негабан, Ніна Туссен-Вайт та Бахадор Фоладі. У січні 2022 року зйомки було завершено.

## Прем'єра
У січні 2023 року було оголошено, що фільм вийде в кінотеатрах США 26 травня 2023.